# Lene Storløkken
Lene Glesåen Storløkken (* 20. Juni 1981 in Lørenskog) ist eine norwegische Fußballspielerin. Die Mittelfeldspielerin steht beim Verein Team Strømmen FK unter Vertrag und spielt für die norwegische Nationalmannschaft.
Sie begann ihre Karriere beim Verein Setskog/Høland FK, der sich 2001 in Team Strømmen FK umbenannte. Mit ihrem Verein wurde sie 2005 und 2008 Vizemeisterin und erreichte auch das Pokalfinale. Mit der Nationalmannschaft nahm sie an der Weltmeisterschaft 2007 und den Olympischen Spielen 2008 teil. Insgesamt spielte sie 40 Mal für die norwegische Auswahl und erzielte fünf Tore.
Die Mittelfeldspielerin hat mit der norwegischen Frauen Nationalmannschaft in Finnland bei der Fußball-Europameisterschaft der Frauen 2009 fünf Einsätze und erreichte mit der ihrer Mannschaft das Halbfinale. Im Spiel Norwegen – Frankreich hat sie ein Tor geschossen.